# Loxozona lanceolata
Loxozona lanceolata är en fjärilsart som beskrevs av Walker 1854. Loxozona lanceolata ingår i släktet Loxozona och familjen björnspinnare. Inga underarter finns listade i Catalogue of Life.